# 哈梅爾鎮區 (伊利諾伊州麥迪遜縣)
哈梅爾鎮區（英語：Hamel Township）是位於美國伊利諾伊州麥迪遜縣的一個行政鎮區。

## 地方資料
根據2010年美國人口普查的數據，哈梅爾鎮區的面積為95.00平方千米，當中陸地面積為94.10平方千米，而水域面積為0.90平方千米。當地共有人口2505人，而人口密度為每平方千米26.37人。